# スタニスラフ・マクラ
スタニスラフ・マクラ（Stanislav Macura, 1946年3月6日 - ）は、チェコ（チェコスロバキア）出身の指揮者。
カルヴィナーの生まれ。1966年にオストラヴァ音楽院を卒業後、ブルノ音楽院に進学して1971年に卒業している。1972年から1974年までブルノ国立フィルハーモニー管弦楽団の指揮者陣に加わり、1973年にブザンソン国際音楽祭の指揮者コンクールで第3位を獲得した。1974年から1979年までズリーン・フィルハーモニー管弦楽団の首席指揮者を務め、1980年から翌年までスロヴェニア放送交響楽団の首席指揮者を歴任した。1981年から1983年までスロヴァキア国立コシツェ・フィルハーモニー管弦楽団の首席指揮者の任にあったが、1981年から1993年までオロモウツのモラヴィア・フィルハーモニー管弦楽団の首席指揮者に転任している。1993年からはオモロウツ歌劇場で指揮を執るようになったが、1995年から翌年までスロヴァキア国立コシツェ・フィルハーモニー管弦楽団の首席指揮者に再任された。